# Philodoria hibiscella
The Hibiscus Leaf Miner (Philodoria hibiscella) là một loài bướm đêm thuộc họ Gracillariidae. Nó là loài đặc hữu của Oahu và Hawaii.
Ấu trùng ăn Hibiscus arnottianus và Hibiscus rosa-sinensis. Chúng ăn lá nơi chúng làm tổ.